# Caryota mitis
Caryota mitis es una palmera originaria del sureste de Asia, posee varios estípites o tallos bastante delgados (en general no pasan de 20 cm de diámetro) de hasta 12 m de altura, es una palma sin capitel. Cada tronco muere al florecer, sin embargo, nacen otros nuevos, es de crecimiento bastante rápido. Se ha mostrado sensible a la enfermedad denominada Lethal Yellowing o amarilleo letal, resisten trasplante.

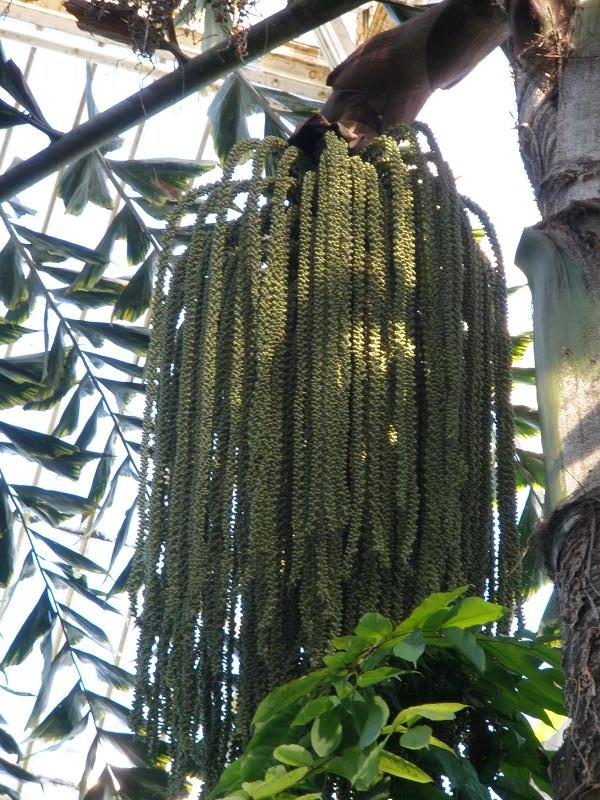
La inflorescencia de esta palmera.

## Descripción
Es una palmera monoica, solitaria o agrupada. Tallos con ± entrenudos alargados, tapadas en un principio por las bases de las hojas y las vainas fibrosas persistentes, rodeada de cicatrices de hojas estrechas, estriadas. Hojas bipinnadas  (excepto en los juveniles donde pinnadas). Las inflorescencias bisexuales, solitarias.

## Propiedades
Las fibras blandas de la base de las hojas forman una yesca usada en Camboya para cauterizar algunos tipos de llagas.
De la médula del tallo se obtiene el sagú, fuente de hidratos de carbono. A partir de las inflorescencias se obtiene el toddy, vino de palma, del que por evaporación se extrae un azúcar (jaggery) y por destilación un aguardiente (arrack).

## Taxonomía
Caryota mitis fue descrita por João de Loureiro y publicado en Flora Cochinchinensis 2: 569–570. 1790.
Etimología
Caryota: nombre genérico que deriva del griego: karuotos, karyon = "con nueces".
mitis: epíteto latino que significa "suave, blando".
Sinonimia:
- Caryota furfuracea Blume ex Mart. (1838).
- Caryota propinqua Blume ex Mart. (1838).
- Caryota sobolifera Wall. ex Mart. (1838).
- Drymophloeus zippellii Hassk. (1842).
- Thuessinkia speciosa Korth. (1855).
- Caryota javanica Zipp. ex Miq. (1856), nom. illeg.
- Caryota griffithii Becc. (1871).
- Caryota griffithii var. selebica Becc. (1877).
- Caryota nana Linden (1881).
- Caryota speciosa Linden (1881).[5]